# ナタリア・ダイアー
ナタリア・ダイアー（Natalia Dyer、1995年1月13日 -　）は、アメリカ合衆国の女優。

## 経歴
アメリカ合衆国のテネシー州ナッシュビルで生まれる。ナッシュビルにある芸術系の高校を卒業後、ニューヨーク大学で学ぶ。
2009年に映画『ハンナ・モンタナ/ザ・ムービー』に登場以降、2011年の映画『The Greening of Whitney Brown』の端役を経て2014年のインディ映画『I Believe in Unicorns』では主役を演じた。
2016年からNetflixのSFドラマ『ストレンジャー・シングス 未知の世界』に出演して有名になる。

## 出演作品

### 映画
- ハンナ・モンタナ/ザ・ムービー (2009)
- I Believe in Unicorns (2014)
- ベルベット・バズソー: 血塗られたギャラリー Velvet Buzzsaw (2019)
- ストレンジ・フィーリング アリスのエッチな青春白書 Yes, God, Yes (2019)
- 闇はささやく Things Heard & Seen (2021)

### テレビドラマ
- ストレンジャー・シングス 未知の世界 (2016–)